# Н’Тьямба, Жуан
Жуан Бапти́шта Н’Тьямба (порт. João Baptista N'Tyamba; 20 марта 1968, Лубанго) — ангольский легкоатлет, специализирующийся в беге на средние и длинные дистанции, марафонец. Участник шести Олимпийских игр.

## Карьера
Дебютировал на Олимпиаде в двадцатилетнем возрасте на Играх в Сеуле, где был знаменосцем сборной Анголы на церемонии открытия. Выступал только в беге на дистанции 800 метров, где выбыл из борьбы после первого раунда, заняв в своём забеге шестое место.
Через четыре года, на Играх в Барселоне Н’Тьямба принял участие в беге на 800 и 1500 метров. В обоих видах он останавливался уже после первого раунда соревнований. На Олимпиаде 1996 года выступил только на дистанции полтора километра, где в забеге занял девятое место из одиннадцати и прекратил борьбу.
В дальнейшем анголец принял решение переквалифицироваться на стайерский и марафонский бег. На чемпионатах мира 1997 и 1999 годов он выступал на дистанции 10 000 м, занимая места во втором десятке. На Олимпиаде в Сиднее участвовал в марафонском беге, который он смог завершить с 17-м результатом.
В 2004 году на марафоне в Афинах занял 53-е место, а на марафоне, который проходил в рамках Пекинских Игр, не смог финишировать.
Приняв участие в шести Олимпийских играх Н’Тьямба стал первым легкоатлетом-мужчиной, которому покорилось подобное достижение.